# 張建勳

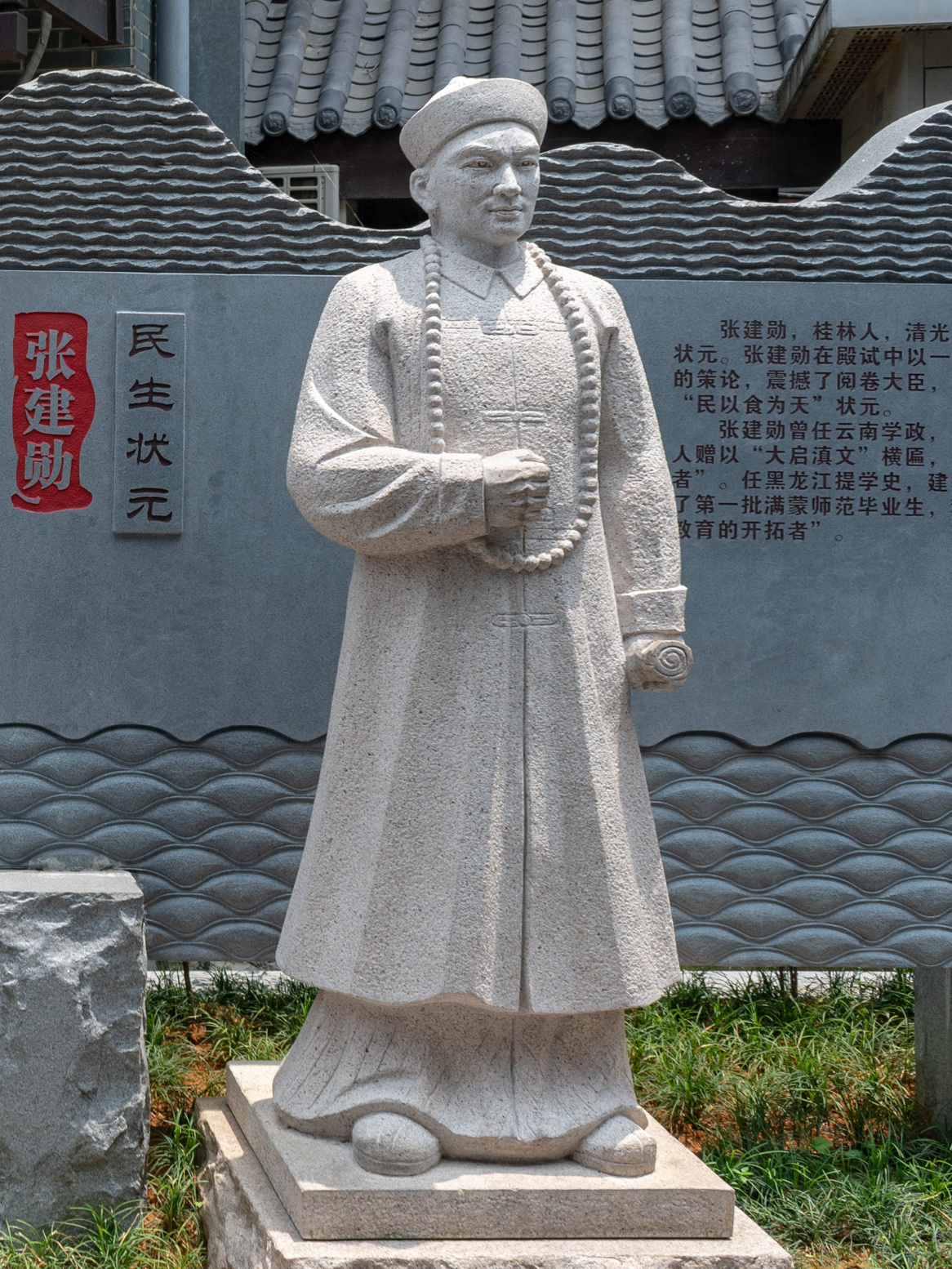
张建勋雕像

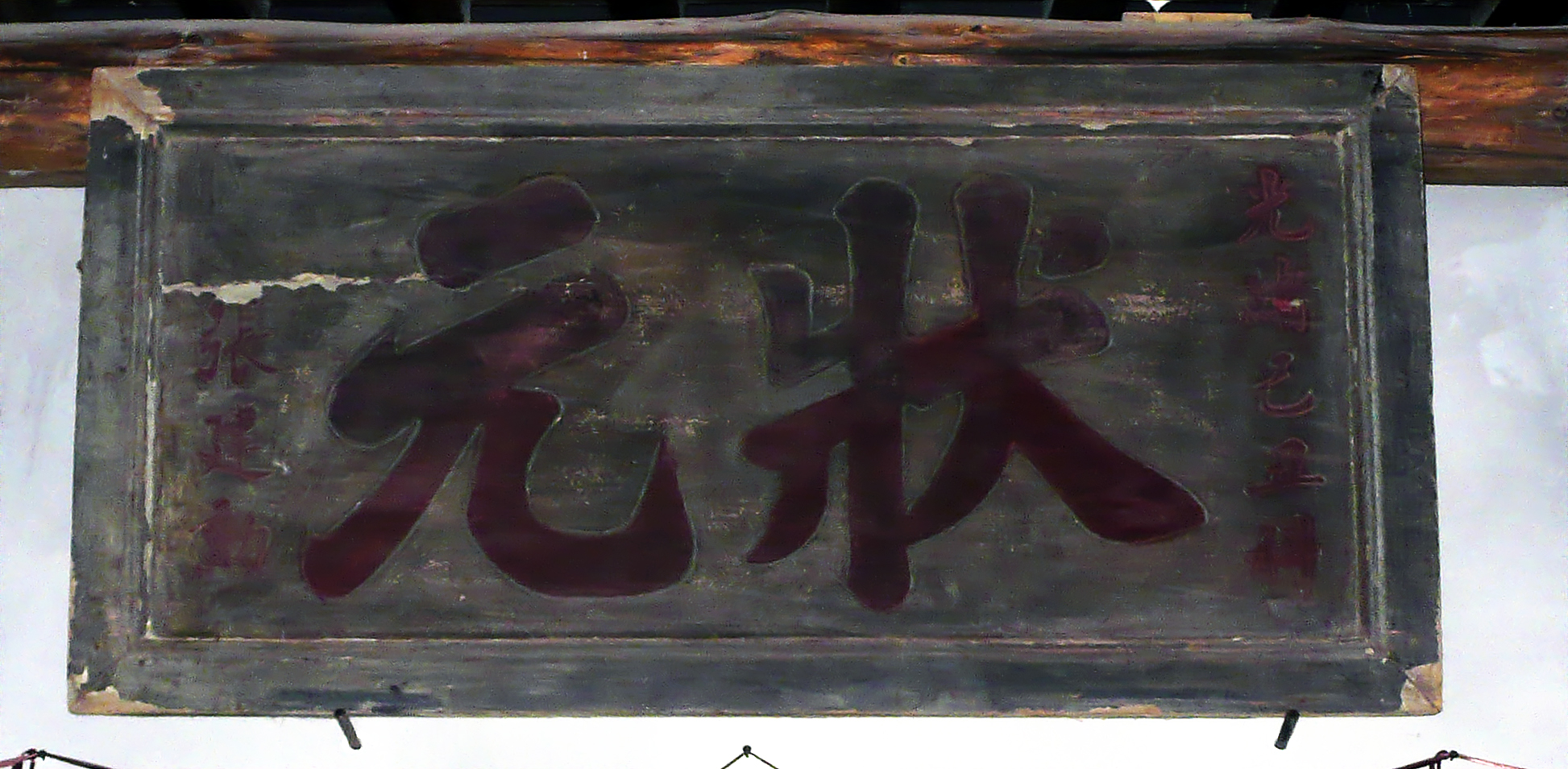
張建勳狀元匾

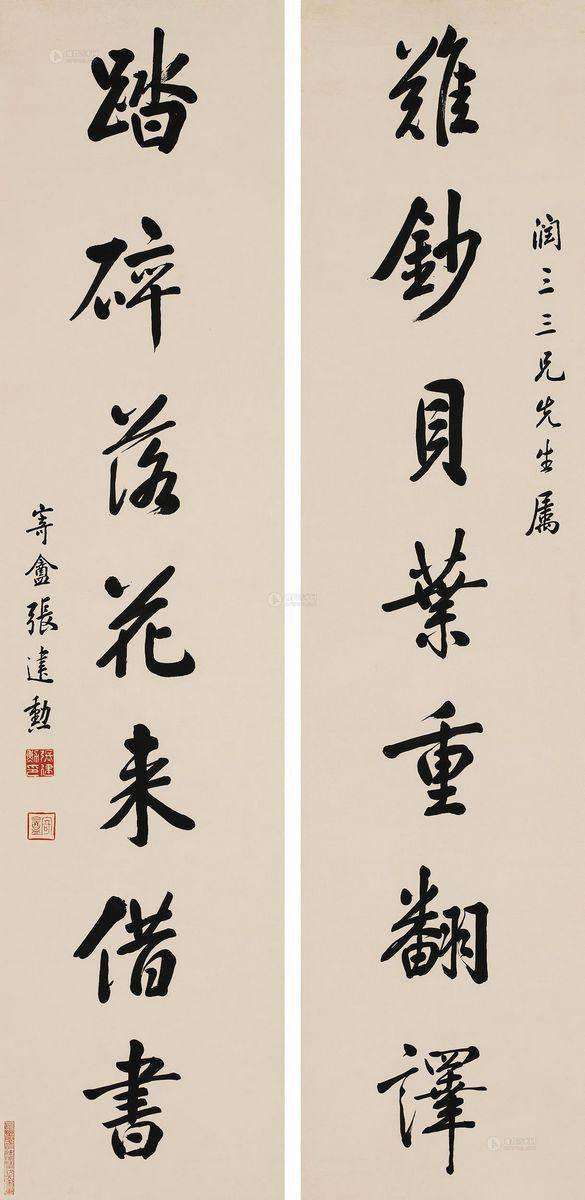
张建勋对联

張建勳（1848年—1913年），字季端，号愉谷，广西临桂人，清末状元、官员。

## 生平
张建勋出身书香门第，光绪十五年（1889年）考中己丑科一甲第一名进士（状元），授翰林院修撰。光绪二十年（1894年），任云南乡试主考官，历任云南学政，官至黑龙江提学使。民国二年（1913年）卒于北京。

## 成就
张建勋工诗文，擅书法，著有《愉谷诗稿》。